# Лутише
Лутише (слч. Lutiše) насељено је мјесто са административним статусом сеоске општине (слч. obec) у округу Жилина, у Жилинском крају, Словачка Република.

## Становништво
| Година:    | 1994. | 2004.   | 2014.   | 2024.   |
| ---------- | ----- | ------- | ------- | ------- |
| Број људи: | 842   | 818     | 740     | 758     |
| Разлика:   |       | -2,85 % | -9,53 % | +2,43 % |

| Година:    | 2023. | 2024.   |
| ---------- | ----- | ------- |
| Број људи: | 757   | 758     |
| Разлика:   |       | +0,13 % |

Према подацима о броју становника из 2024. године насеље је имало 758 становника.